# Ключі (Шадрінський район)
Ключі́ (рос. Ключи) — село у складі Шадрінського району Курганської області, Росія. Адміністративний центр Ключівської сільської ради.
Населення — 681 особа (2010, 661 у 2002).
Національний склад станом на 2002 рік: росіяни — 95 %.